# Renault Captur
Renault Captur este un SUV crossover subcompact fabricat de producătorul francez de automobile Renault. Versiunea de serie a primei generații, bazată pe platforma B, și-a făcut debutul la Salonul Auto de la Geneva 2013 și a început să fie comercializată în Franța în aprilie 2013.